# Лунёв, Святослав Игоревич
Святослав Игоревич Лунёв (укр. Святослав Ігорович Луньов; род. 19 апреля 1964, Киев) — украинский композитор.

## Биография
Закончил Киевскую государственную консерваторию им. П. И. Чайковского по классу композиции (1993, профессор — Лев Колодуб). Преподавал в детской школе искусств (1993–1999), с 1999 — преподаватель кафедры музыкально-информационных технологий Национальной музыкальной академии Украины. Произведения С. Лунёва звучали на таких фестивалях, как «Международный форум музыки молодых» (Киев); «Премьеры сезона» (Киев); «Мистецьке Березілля» (Киев); «Киев Музик Фест»; «Гогольфест» (Киев); «Контрасты» (Львов); «Два дня и две ночи» (Одесса); Фестиваль современной духовной музыки (Ужгород).
Член Союза композиторов Украины (1994).

## Произведения
- 1993 «Чёрное трио» для голоса, виолончели и фортепиано на слова И. Бродского («Был чёрный небосвод…»)
- 1993 «Процесс» для фортепиано и большого симфонического оркестра
- 1994 «Симфонические стансы» для большого симфонического оркестра
- 1995 «Musick to heare» — музыкальный анализ строфы 8-го сонета У. Шекспира в четырёх сонатах для фортепиано
- 1995–1998 «Cantus aeternus» для смешанного хора a cappella на канонические тексты
- 1996 «Плохо темперированные песни» — 24 песни для голоса и камерного оркестра на слова Л. Кэрролла
- 1997 «Letargia» для большого симфонического оркестра
- 1998 «Репетиция для оркестра» для 13 исполнителей
- 1998 «Libera me» для высокого голоса и органа
- 1999 «TRIAS», симфония для органа, фортепиано и струнных
- 2000 «Коаны» для бас-кларнета, скрипки, виолончели, фортепиано и ударных
- 2000 «Pezzi della Piazza» — концерт для аккордеона (баяна) и струнного оркестра на темы А. Пьяццоллы
- 1998–2001 «Песни на стихи зарубежных поэтов» (И. Анненский, М. Цветаева, А. Блок, А. Пушкин, М. Лермонтов)
- 2001 «Апокрифы» для органа
- 2001 «Новые русские танцы» — 20 танцев для двух фортепиано
- 2002 «Melencolia» — мультимедийная композиция на стихи И. Бродского «Большая элегия Джону Донну»
- 2004 «Vor Deinen Thron» / Перед Твоим Престолом — музыкальное приношение И. С. Баху для двух скрипок, клавесина, фортепиано, органа и оркестровых групп
- 2004 «TRISTIUM» для струнного оркестра
- 1992–2005 «Мардонги» — цикл из 24 пьес для фортепиано
- 2005 «TUTTI» для большого симфонического оркестра
- 2006 «Unicorn’s Games» для флейты, гобоя, кларнета, фагота и валторны
- 2007 Соната № 5 (соната на пять нот) для фортепиано
- 2008 «Panta Rhei» — утопия для большого симфонического оркестра
- 2008 «Zehn Stück» для секстета
- 2009 «Ave-Because-Adieu» — три пьесы для скрипки и фортепиано
- 2009 Соната для виолончели и фортепиано
- 2010 «Серенада» для скрипки и фортепиано
- 2010 «Две Штуки» для скрипки и фортепиано
- 2010 «Гимны памяти жителей Атлантиды» для симфонического оркестра
- 2011 «Vox aeterna» — месса для смешанного хора a cappella
- 2011 «Страстная Седмица» — симфония для смешанного хора a cappella
- 1992–2012 «Москва — Петушки» — опера по Венедикту Ерофееву
- 2012 «Четыре стихиры» для струнных a cappella
- 2013–2014 «The Noel Consort» — концерт для смешанного хора a cappella на темы традиционных рождественских гимнов
- 2015 «Ночная музыка» для струнного оркестра
- 2015 «Дневная музыка» для струнного оркестра
- 2015 «Ноктюрнморт» для симфонического оркестра
- 2016 «Witness» для двух детских голосов, трёх скрипок и фонограммы
- 2016 «Mariologia» для арфы, ударных и смешанного хора на тексты Марианских антифонов
- 2016 «Invisible Ax» — аудиоинсталляция к проекту «Тіні забутих предків»
- 2017 «Семь портретов» для фортепиано
- 2017 Три этюда для фортепиано
- 2017 «Троллинги» для фортепиано
- 2018 «Ноктюрналии» для фортепиано
- 2018 «Пир во время чумы» — музыкальная драма (для актеров и ансамбля исполнителей)
- 2018 «13 комнат с видом на северо-запад» для фортепиано, скрипки и виолончели
- 2018 «Сатурналии» (соната №6) для фортепиано
- 2021 Соната №7 ("Глоток земли") для фортепиано

## Признание
Лауреат Всеукраинского конкурса молодых композиторов им. С. В. Рахманинова (1992), Всеукраинского конкурса «Gradus ad Parnassum» (1993). Лауреат премии им. Л. Н. Ревуцкого Министерства культуры и искусств Украины (1997). Лауреат премии им. Б. Н. Лятошинского Министерства культуры и туризма Украины (2007). Лауреат премии им. М. И. Вериковского (2017).
Автор музыкального перформанса Witness Архивная копия от 27 октября 2020 на Wayback Machine, получившего «Бронзового льва» на Международном фестивале творчества «Каннские львы» в 2017 году.